# Кабардинский конный полк
Кабарди́нский ко́нный по́лк — национальная (туземная) кавалерийская часть Русской императорской армии.

## Формирование полка
20 июля 1914 года, по получении телеграммы о начале войны с Германией, начальник Нальчикского округа подполковник Султанбек Касаевич Клишбиев направил к старшинам селений Большой и Малой Кабарды и пяти горских обществ Балкарии конных курьеров с известием о начале войны и распоряжением о срочном созыве съезда. 24 июля съезд обратился к российскому императору с просьбой разрешить создание из кабардинских и балкарских добровольцев четырёхсотенного конного полка.
26 июля  Главнокомандующий войсками Кавказского военного округа генерал от кавалерии генерал-адъютант, граф Илларион Иванович Воронцов-Дашков обратился через военного министра к императору с предложением использовать «воинственные кавказские народы», чтобы сформировать из них войсковые части.  27 июля, последовало высочайшее соизволение сформировать из туземцев Кавказа и Закавказья, на время военных действий, несколько полков, в числе которых и Кабардинский конный полк.
Кабардинский конный полк стал первой на Кавказе добровольческой туземной кавалерийской частью. На момент окончания формирования в полку насчитывалось 505 всадников, из них 415 кабардинцев и 90 балкарцев.1-я сотня из жителей 1-го и 2-го участков Большой Кабарды,2-я сотня из жителей 1-го и 2-го участков Большой Кабарды,3-я сотня из жителей 3-го участка Большой Кабарды,4-я сотня из жителей 4-го участка Малой Кабарды.
3 августа 1914 года командиром полка был назначен полковник граф Илларион Илларионович Воронцов-Дашков, сын кавказского наместника И. И. Воронцова-Дашкова и адъютант великого князя Михаила Александровича. 23 августа он был утверждён в должности. Полковым адъютантом был назначен поручик лейб-гвардии Её Величества Кирасирского полка Керим Хан Аббас-Кули Хан оглы Эриванский, потомок Эриванского хана.
Командиром формировавшейся Кавказской туземной конной дивизии высочайшим приказом от 23 августа был назначен младший брат царя, генерал-майор Свиты великий князь Михаил Александрович. Начальником штаба дивизии был назначен полковник Яков Давидович Юзефович, литовский татарин магометанского вероисповедания, служивший в Ставке Верховного Главнокомандующего. Полки дивизии были объединены в три бригады. Кабардинский конный полк вместе со 2-м Дагестанским конным полком составили 1-ю бригаду. Командиром бригады был назначен помощник начальника Офицерской кавалерийской школы генерал-майор князь Дмитрий Петрович Багратион.
5 сентября полк был окончательно сформирован. 7 сентября в Нальчике личный состав полка был приведён к присяге с клятвой на Коране. 8 сентября полк перешёл в станицу Прохладную, где приступил к учебным занятиям под руководством офицеров, переведённых из регулярных армейских частей. 1 октября, после смотра командиром дивизии, полк погрузился в эшелоны и направился на Юго-Западный фронт.

## Участие в боевых действиях
В первой половине октября дивизия сосредоточилась в Подольской губернии. 26 ноября дивизия начала движение через Львов к Самбору, где должна была войти в состав 2-го кавалерийского корпуса генерал-лейтенанта Гусейн Хана Нахичеванского.
17 декабря 1914 года Кабардинский полк принял первый бой у дер. Ветлино. В ночь на 18 декабря три сотни полка под командованием полковника Воронцова-Дашкова атаковали позиции четырёх рот тирольских стрелков, окопавшихся в долине р. Ветлинки, и после 9-часового боя выбили противника из деревни, захватив 15 пленных и потеряв убитыми и ранеными одного обер-офицера и двадцать нижних чинов, после чего удерживали позиции до подхода 2-го Дагестанского полка.
26 декабря полк в составе 1-й бригады участвовал в бою у деревни Береги-Горне, выбив из неё батальон альпийских стрелков. Затем отряд под командованием полковника Воронцова-Дашкова удерживал позиции до 4 часов дня, после чего отступил в полном порядке и с незначительными потерями.
10 января 1915 года два взвода 3-й сотни участвовали в бою у деревни Бережки. С 12 по 14 января сотни полка совместно с ротами Ольгопольского, Ваврского и Таганрогского пехотных полков занимали оборону на высотах 668, 693, 700 в районе городка Боберка на правобережье Сана. 19 января дивизион полка вместе с Татарским конным полком в пешем строю выбили противника с гребня высоты восточнее села Кривка, после чего в течение трёх суток отбивали атаки австрийцев.
26 января 1-я бригада дивизии была сосредоточена в Ломна, а затем выдвинута вперёд для обеспечения стыка между 4-й Железной стрелковой бригадой генерал-майора А. И. Деникина и частями под командованием генерала Пестовского. С этой целью Кабардинский и 2-й Дагестанский полки вели наступление в районе Журавина и на высотах 771 и 871.
12 февраля дивизия выдвинулась к г. Калушу. Отряд из четырёх сотен полка и пехотной роты под командованием полковника Бековича-Черкасского двое суток удерживал деревню Подгорки и переправу через реку Ломницу, потеряв 3 человека убитыми и 29 ранеными. 16 и 17 февраля полк в пешем строю вел бои за железнодорожную станцию Майдан. 21 февраля 1-я бригада под командованием великого князя Михаила Александровича выбила австрийцев из местечка Тлумач.
В апреле дивизия направлена на охрану левого берега Днестра. 29 апреля часть 1-й бригады вслед за частями 33-го армейского и 3-го кавалерийского корпусов 9-й армии форсировала Днестр и вступила в бой с противником. 5 мая полк оборонял деревни Карлов и Видиново. 25 мая 1-я бригада у этих же деревень приняла на себя первый удар противника, перешедшего в контрнаступление, и организованно отступила на правый берег р. Прут, потеряв одного офицера погибшим и 22 всадника убитыми, ранеными и пропавшими без вести. К концу мая 1-я бригада была возвращена на прежние позиции по берегу Днестра, где 29 числа в пешем строю контратаковала противника, переправлявшегося через реку у деревни Жежава.
В конце июня 1-я бригада была отведена на тыловые позиции у дер. Ягельницы. 1 июля была срочно выдвинута в междуречье Ничлавы и Серета, где прорвались значительные силы противника, и поступила в распоряжение командира 1-й бригады 9-й кавалерийской дивизии генерал-майора князя Туманова. Утром 2 июля две сотни Кабардинского полка и две сотни 2-го Дагестанского полка в пешем строю успешно атаковали позиции противника на высоте 276 у дер. Шупарка, но ввиду неудач соседних пехотных частей вынуждены были прекратить бой и отойти к высоте 281. 3 июля 1-я бригада дивизии поддерживала наступление Заамурской пехотной дивизии и до утра 4 июля вновь безуспешно атаковала позиции противника на высоте 276, после чего была отведена в резерв 9-й кавалерийской дивизии.
Во второй половине июля и августе Кабардинский полк в составе дивизии оборонял линию Моссуровка-Самушин к северу от Днестра, преграждая австро-германским частям путь на Борщёв.
1 сентября 1915 года дивизия была переброшена в междуречье Стрыпи и Серета с задачей обеспечить левый фланг 11-го армейского корпуса, отражавшего натиск неприятеля южнее Тернополя. 10 сентября Сводный полк под командованием командира 2-го Дагестанского полка подполковника Гиви Ивановича Амилахвари (1-я и 3-я сотни Кабардинского полка, 2-я и 3-я сотни Дагестанского полка общей численностью 340 сабель) получил приказ скрытно сосредоточиться у деревни Кульчицы и содействовать разведке боем в направлении деревни Доброполе и высоты 392, которую должны были провести две роты Старооскольского пехотного полка. Выяснив, что позиции заняты подразделениями 9-го и 10-го гонвендных полков, командир дивизиона Кабардинского полка Бекович-Черкасский, внезапно развернув свои сотни (196 всадников) в лаву, атаковал противника. В результате противник был выбит из деревни, были взяты в плен 17 офицеров, 276 нижних чинов, захвачены 3 пулемёта, 4 телефона. Потери дивизиона составили 2 офицера, 16 всадников и 48 лошадей убитыми и ранеными.
27-29 сентября части дивизии с приданным 2-м батальоном Старооскольского пехотного полка вели бои у деревни Петликовце-Нове. 29 сентября 1-я сотня Кабардинского полка поддержала Ингушский полк, на позиции которого обрушилась атака противника. 10 декабря дивизия была возвращена на левый берег Днестра, в район деревень Латач, Шутроминцы, Устечко. 15 декабря 4-я сотня Кабардинского полка в составе сводного отряда атаковала в пешем строю дер. Шутроминце и выбив две роты противника из деревни, оттеснила их за Днестр.
22 мая 1916 года дивизия перешла к преследованию выбитых с началом Брусиловского прорыва с укрепленных позиций австрийцев. 1-я бригада вела наступление на правом берегу Днестра в направлении города Черновицы. 24 мая командир Кабардинского конного полка полковник Д. Старосельский узнав о выдвижении австрийцев к деревне Окно, занял её первым, вынудив противника отступить. Когда соседние пехотные части начали отходить под натиском противника, полковник Старосельский рассыпал свой полк в цепь и в пешем строю повел его на поддержку пехоте. В бою был убит 1 офицер, 5 офицеров ранено, убито 8 всадников и ранено 34.
29 мая Кабардинский полк с боями вышел на левый берег Прута, где в конном строю атаковал позиции австро-венгров у деревень Лужаны, Шепенице и Альтмаешти. В результате полк захватил 1320 пленных (из них 13 офицеров) и добился полного тактического успеха.Старосельский, Всеволод Дмитриевич
6 июня 1-я бригада дивизии участвовала во взятии Черновиц, после чего была переброшена в район Чертовца, Окно для действий в направлении Станиславова. 25 июля Кабардинский полк в конном строю выбил противника с сильных позиций у дер. Хриниовцы, позволив 10-му пехотному Заамурскому полку почти без потерь занять высоты, прикрывающие путь на Тысменицу и Станиславов. 26 июля совместно с Ингушским полком выбил противника из дер. Пшеничники, а с утра 27 июля вступил в бои на подходе к Станиславову.
В конце сентября 1916 года 1-я и 3-я бригады дивизии, включённой в состав 4-й армии вновь образованного Румынского фронта, были переброшены из района Станиславова в Лесистые Карпаты, юго-западнее городов Надворная и Ворохта. С начала декабря дивизия вступила в бои с немцами в Восточных Карпатах, близ городов Роман и Бакэу, юго-западнее Ясс.
В январе-феврале 1917 года дивизия была отведена в тыл и распределена по бессарабским сёлам для отдыха и пополнения. После февральской революции в полках сохранилась дисциплина.
В начале июня, в связи с готовящимся наступлением Юго-Западного фронта, дивизия вошла в состав 12-го армейского корпуса 8-й армии и была спешно переброшена в Галицию, в район города Станиславова. К этому моменту в Кабардинском полку было 27 офицеров и 470 всадников. 25 июня дивизия перешла в наступление от Станиславова к городам Калушу и Долине. 27 июня 2-я сотня Кабардинского полка отыскала брод на реке Ломнице, обеспечив переправу на западный берег пехотного полка. 29 июня в бою под Калушем 1-я бригада поддержала атаку 3-й Кавказской казачьей дивизии, после чего, спешив сотни, отбила контратаку немцев. 4 июля Дагестанский, Черкесский и Кабардинский полки совместно с батальоном Юхновского пехотного полка контратаковали наступающего неприятеля под Новицей.
В начале июля 1917 года дивизия была переведена в состав разложившейся 11-й армии с целью укрепить рассыпающийся фронт. 10 июля дивизия выступила от Станиславова через Нижнев, переправилась через Днестр и двинулась через Чортков к реке Збруч, к государственной границе России 1914 года. 12 июля 1-я бригада была выдвинута к дер. Мшанец для содействия 6-му армейскому корпусу в ликвидации прорыва противника у города Трембовля. Вечером 14 июля 1-я и 2-я бригады удерживали позиции у села Клювинцы на правом берегу реки Гнилы, прикрывая отход 6-го и 41-го армейских корпусов. После этого полк был отведен в резерв и размещён в деревне Воровцы.
В августе 1917 года началась переброска Кавказской конной дивизии из Подольской губернии в Псковскую губернию, к Новосокольникам, а оттуда на станцию Дно, где полки дивизии вошли в состав отдельной Петроградской армии генерала Крымова. Кабардинский конный полк погрузился в эшелоны 10 августа на станции Гречаны. Приказом Верховного Главнокомандующего генерала Корнилова № 654 от 21 августа 1917 года Кавказская конная дивизия была развернута в Кавказский туземный конный корпус из двух дивизий. Кабардинский полк с Черкесским полком составил 1-ю бригаду 1-й дивизии. В ночь на 28-е августа Кабардинский и Осетинский полки эшелонами двинулись от станции Дно к Гатчине.

## Возвращение на Кавказ
14 октября 1917 г. Кабардинский конный полк прибыл на Кавказ и по приказу командира 1-й Кавказской туземной конной дивизии генерал-майора Фейзуллы Мирзы Каджара расположился в слобде Нальчик Терской области.
На 23 октября в Кабардинском конном полку состояло 42 офицера и 498 всадников при 4 пулемётах.
После Октябрьской революции, в связи с падением Временного правительства, Кавказский конный корпус перешёл в подчинение Центральному Комитету Союза объединенных горцев Северного Кавказа и Дагестана, формально оставаясь под началом командующего Кавказской армией на Турецком фронте.
15 ноября Кабардинский конный полк получил приказ командира "быть построенным сегодня к 12:30 часам на поле около вокзала фронтом к вокзалу для смотра командиром корпуса".
1 декабря 1917 года было сформировано коалиционное Терско-Дагестанское правительство, в подчинении которому находились разбросанные по разным районам полки Кавказского конного корпуса. Командир корпуса Половцов попытался сохранить управление, изменив состав дивизий. Кабардинский и Черкесский полки были сведены в 1-ю бригаду 2-й дивизии под командованием князя Александра Чавчавадзе.
В марте 1918 года полк был распущен.

## Командиры полка
- 23.08.1914-24.03.1916 — полковник граф Воронцов-Дашков, Илларион Илларионович
- 24.03.1916-14.05.1917 — подполковник (с 04.05.1916 полковник) Старосельский, Всеволод Дмитриевич
- 11.06.1917-xx.03.1918 — полковник Абелов, Владимир Давидович

## Знамя полка
- Почётное знамя, пожалованное в 1844 году императором Николаем I кабардинскому народу.
- Пожалован 21 января 1916 года простой штандарт образца 1900 года. Кайма красная, шитье серебряное. Навершие образца 1857 года (армейское) высеребренное. Древко темно-зеленое с высеребренными желобками. Государственный герб. Штандарт был пожалован, но до полка, не дошёл, так как к октябрю 1916 года он ещё не был изготовлен.

## Шифровка на погонах
Буквы Кб-жёлтые

## Форма полка
Чёрная - папаха,черкеска, светло - синие — колпак,погоны,башлык.

## В культуре
Упоминается в советском кинофильме "Лавина с гор" ("Мосфильм", 1958 г.). В центре сюжета - судьба бойца полка Анзора, вернувшегося после расформирования полка в Кабарду и после долгих колебаний примкнувшего к большевикам.